# Canale di Clover
Il canale di Clover (Clover Passage in inglese) si trova nell'Alaska meridionale (Stati Uniti) nel Borough di Ketchikan Gateway e fa parte dell'area marittima Inside Passage (Arcipelago di Alessandro Arcipelago Alexander).

## Etimologia
Il canale è stato nominato, in tempi moderni, nel 1886 dall'agenzia federale United States National Geodetic Survey in onore del comandante Richardson C. Clover della marina militare United States Navy.

## Geografia
Il canale si trova a nord della città di Ketchikan e si sviluppa parallelamente al canale di Behm (Behm Canal) dal centro abitato di Clover Pass fino alla baia di Moser (Mosr Bay). Il lato orientale del canale è bagnato dall'isola di Revillagigedo (Revillagigedo Island); quello occidentale (verso il canale di Behm) è circoscritto da diverse isole elencate più sotto.

### Isole del canale
Nel canale sono presenti le seguenti principali isole (da sud a nord):
- Isola di Pup (Pup Island)[4] 55°28′56″N 131°49′25″W - L'isola, con una elevazione di 42 metri e una lunghezza di 900 metri, si trova all'entrata meridionale del canale difronte all'abitato di Clover Pass.
- Isola di Clover (Clover Island)[5] 55°29′06″N 131°48′08″W - L'isola, con una elevazione di 27 metri e una lunghezza di 550 metri, si trova all'entrata meridionale del canale difronte all'abitato di Clover Pass.
- Isola di Betton (Betton Island)[6] 55°31′01″N 131°48′04″W - L'isola, con una elevazione di 54 metri e una lunghezza di 6,92 chilometri, si trova all'entrata meridionale del canale e lo separa, nella parte iniziale, dal canale di Behm (Behm Canal).
- Isola di Hump (Hump Island)[7] 55°31′22″N 131°45′26″W - L'isola, con una elevazione di 71 metri e una lunghezza di 1,44 chilometri, si trova a nord-est dell'isola di Betton(Betton Island)
- Isola di Back (Back Island)[8] 55°32′26″N 131°45′32″W - L'isola, con elevazione di 14 metri e una lunghezza di 0,97 chilometri, si trova a nord dell'isola di Betton (Betton Island)
- Isola di Joe (Joe Island)[9] 55°32′00″N 131°42′49″W - L'isola, con elevazione di 18 metri e una lunghezza di 0,7 chilometri, si trova a sud dell'isola di Grant (Grant Island).
- Isola di Grant (Grant Island)[10] 55°33′14″N 131°43′06″W - L'isola, con elevazione di 117 metri e una lunghezza di 3,2 chilometri, si trova nella parte più settentrionale del canale.
- Isola di Stack (Stack Island )[11] 55°34′05″N 131°41′45″W - L'isola, con elevazione di 17 metri e una lunghezza di 620 metri, si trova nella parte più settentrionale del canale.
- Isola di Moser (Moser Island)[12] 55°34′30″N 131°41′06″W - L'isola, con elevazione di 28 metri e una lunghezza di 814 metri, chiude il canale a nord, e lo separa dalla baia di Moser (Moser Bay).

### Insenature e altre masse d'acqua
Nel canale sono presenti le seguenti principali insenature:
- Stretti di Tongass (Tongass Narrows)[13] 55°23′19″N 131°45′08″W - Gli stretti, insieme al canale di Behm, delimitano meridionalmente il canale.
- Canale di Behm (Behm Canal)[14] 55°56′13″N 131°11′18″W - Il canale, insieme agli stretti di Tongass (Tongass Narrows), delimitano meridionalmente il canale; il canale di Behm è parallelo al canale Clover.
- La baia di Knudson (Knudson Cove)[15] 55°28′28″N 131°47′39″W - La baia è circondata dall'abitato di Clover Pass.
- La baia di Moser (Moser Bay)[16] 55°33′45″N 131°39′48″W - La baia limita il canale a nord

### Promontori
Nel canale sono presenti i seguenti promontori:
- Promontorio di Survey (Survey Point)[17] 55°28′04″N 131°49′42″W - Il promontorio, con una elevazione di 2 metri, si trova all'entrata meridionale del canale.
- Promontorio di Potter (Potter Point)[18] 55°28′29″N 131°47′22″W - Il promontorio, con una elevazione di 2 metri, si trova all'interno dell'abitato Clover Pass.

### Fiumi immissari
Nel canale si immettono i seguenti fiumi (le coordinate si riferiscono alla foce) tutti dal lato dell'isola di Revillagigedo (Revillagigedo Island):
- Fiume Trollers (Trollers Creek)[19] 55°28′16″N 131°47′48″W - Il fiume sfocia all'interno dell'abitato Clover Pass.
- Fiume First Waterfall (First Waterfall Creek)[20] 55°29′18″N 131°45′55″W - Il fiume, lungo 7,2 chilometri, sfocia a nord dell'abitato Clover Pass.
- Fiume Second Waterfall (Second Waterfall Creek)[21] 55°29′39″N 131°45′23″W - Il fiume sfocia a nord dell'abitato Clover Pass.
- Fiume Lunch (Lunch Creek)[22] 55°30′45″N 131°43′25″W - Il fiume sfocia presso l'area ricreativa "Settlers Cove".

### Altro
Centri abitativi: all'entrata sud del canale, sull'isola di Revillagigedo (Revillagigedo Island), si trova l'abitato di Clover Pass 55°28′20″N 131°47′30″W (169 abitanti).
Strade: parallelamente al canale la strada "N Tongass Hwy" collega l'abitato di Clover Pass con l'area ricreativa "Settlers Cove" (circa 7 chilometri).
Aree ricreative: a metà canale (7 chilometri a nord da Clover Pass) si trova la "Settlers Cove State Recreation Site". Dall'area ricreativa un sentiero (Lunch Creek Trail) di circa 7,7 chilometri (400 metri di dislivello) porta nei pressi del lago Emery Tobin (Emery Tobin Lake) 55°29′31″N 131°39′30″W.